# アメーバ症
アメーバ症（アメーバしょう, Amoebiasis）またはアメーバ赤痢（アメーバせきり, Amoebic dysentery）は、寄生虫の赤痢アメーバ（Entamoeba histolytica）によって引き起こされる腸管感染症である。
アメーバは便に汚染された食べ物（糞口経路）や、口と肛門の接触によって感染する。日本では発展途上国から帰国した人に多く輸入感染症として知られていたが、近年、性風俗や男性同性間で流行し性感染症として症例数が増加している。日本では感染症法において五類感染症の全数把握疾患に指定されている。
アメーバ赤痢は無症候性の感染が90%を占めるが、患者によって無症状から重症まで様々症状を呈する。代表的な症状には、倦怠感、体重減少、大腸の潰瘍、腹痛、下痢、血便などがある。合併症には、大腸の炎症および潰瘍があり、組織の壊死または穿孔により腹膜炎を引き起こす可能性がある。また、出血が長引くと貧血が発生する場合がある。赤痢アメーバは血行感染すると様々な臓器に感染するが、中でも頻度が高いのは肝臓で、アメーバ性肝膿瘍を引き起こす。

## 症状
感染者の約90%は無症状であるが、重症化する可能性がある。感染して通常2～4週（数日～数年の場合もある）で、下痢、粘血便、しぶり腹、排便時の下腹部痛や不快感などの症状を起こす。症状は軽度の下痢から、血便を伴う赤痢、激しい腹痛まで様々である。典型例では、イチゴゼリー状の粘血便がみられ、寛解・増悪を繰り返す。
無症候性感染では、赤痢アメーバは腸内で細菌や食べかすを消化することで生存する。腸の内壁を覆う粘液の保護層があるため、アメーバは通常、腸自体と接触することはない。症状は、アメーバが腸の内壁細胞と接触することで発生する。その後、細菌を消化する際に使う、細胞膜やタンパク質を破壊する酵素を含む物質を分泌し、腸に潰瘍を形成し、人体組織への侵入する。赤痢アメーバは破壊された細胞を貪食によって摂取し、便検体では赤血球を貪食した状態で観察されることがある。
生きているシストを1つでも摂取すると、感染が成立する可能性がある。
ステロイド療法は、赤痢アメーバ感染症の患者に劇症アメーバ性大腸炎を引き起こす。劇症アメーバ性大腸炎の死亡率は50％以上と非常に高い。

## 腸管外アメーバ症
ほとんどの場合、アメーバは宿主の消化管内に留まる。消化管粘膜表面に重度の潰瘍が生じるのは16%未満の症例で、寄生虫が軟部組織に侵入するのはそれより少ない。
そのような侵襲性感染の約10%では、アメーバが血流に入り、体内の他の臓器に移動する。赤痢アメーバは大腸の内壁に侵入することで生じた出血性病変から、血行性に腸以外の臓器に侵入し、肝臓、肺、脳膿瘍などの腸管外合併症が発生することもある。あらゆる臓器に感染する可能性があるが、中でも肝膿瘍の頻度が高い。
アメーバ赤痢は、小児の栄養失調および発達障害と関連している。

### アメーバ性肝膿瘍
アメーバ肝膿瘍は、アメーバ症によって引き起こされる肝膿瘍の一種で、赤痢アメーバの栄養体が肝臓組織を侵し、壊死によって膿瘍が形成される疾患である。肝膿瘍は、しばしば画像診断によって発見される。肝膿瘍は通常、右上腹部の痛みと発熱として現れ、膿瘍の破裂に伴い症状が悪化する。

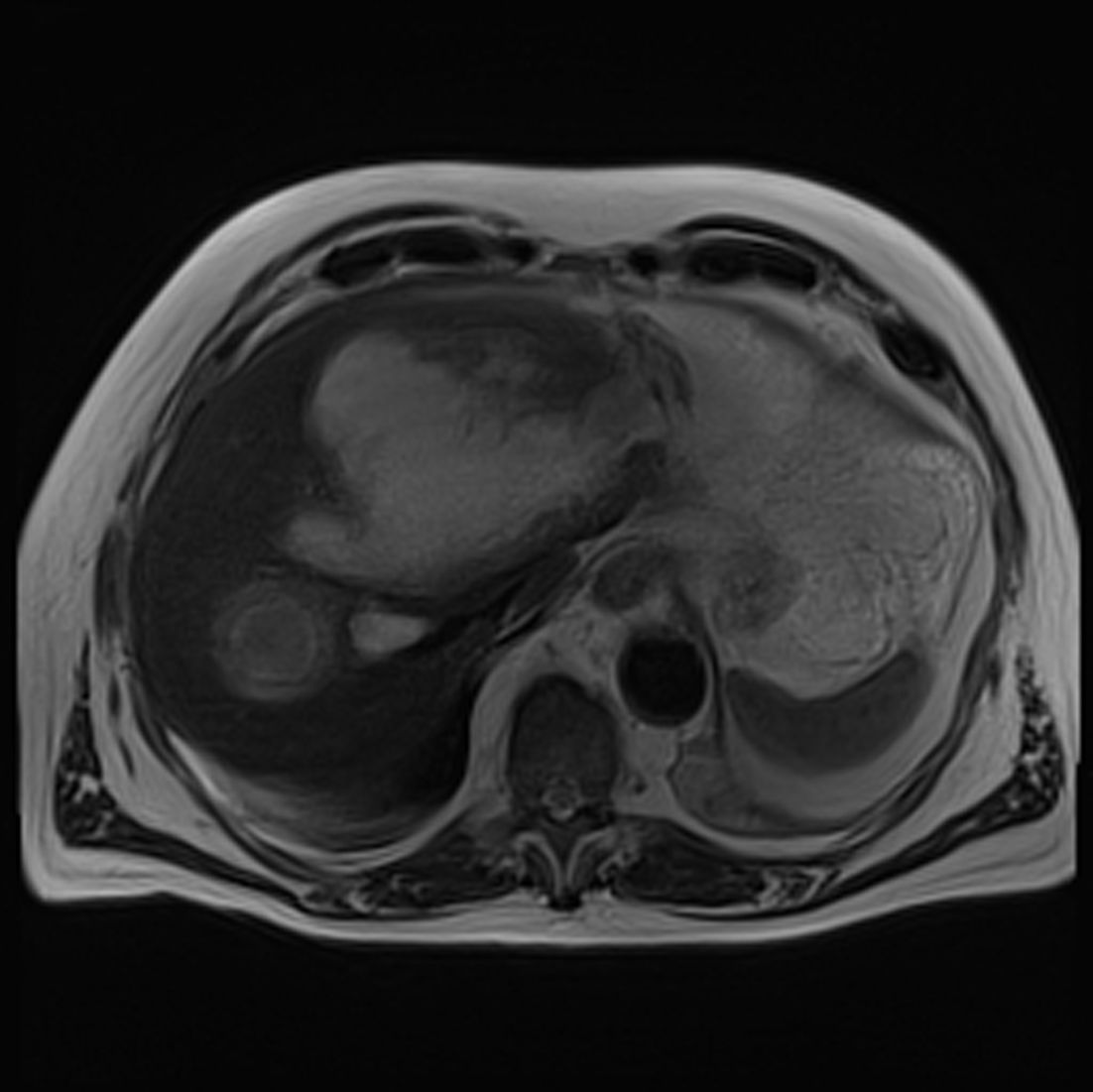
MRCP画像では、肝左葉に多量の異質な集積（アメーバ性膿瘍）が認められる。

アメーバ性肝膿瘍では、38~40℃の熱、右のわき腹の痛み、肝臓のはれ、吐き気、嘔吐、体重減少、寝汗、全身のだるさなどが起きる。肝膿瘍は、下痢の前症状がなくても発生する場合がある。アメーバ性肝膿瘍の合併症には、横隔膜下膿瘍、横隔膜から心膜および胸膜腔への穿孔、腹腔穿孔（アメーバ性腹膜炎）、皮膚穿孔（皮膚アメーバ症）などがある。治療は、長期抗アメーバ薬投与による薬物治療は効果があることが証明されているものの、膿瘍の排膿（ドレナージ）が主な治療である。

### アメーバ性肺膿瘍
肺アメーバ症は、肝臓病変から血行を介して、または胸膜腔や肺の穿孔によって発生することがあり、肺膿瘍、肺性胸膜瘻、膿胸、気管支胸膜瘻を引き起こすことがある。

### 皮膚アメーバ症
皮膚アメーバ症は、人工肛門周囲の皮膚、肛門周囲、内臓病変の上にある部位、および肝膿瘍の排液部位に発生することがある。

### その他
血管を介して脳に到達し、アメーバ性脳膿瘍やアメーバ性髄膜脳炎を引き起こすこともある。 腸管病変に起因する尿路生殖器アメーバ症は、アメーバ性外陰膣炎（メイ病）、直腸膀胱瘻、および直腸膣瘻を引き起こすことがある。

## 原因
アメーバ赤痢は、赤痢アメーバ（Entamoeba histolytica）によって引き起こされる。赤痢アメーバは、シスト（嚢子）が経口感染し、栄養体が大腸粘膜の組織内へ侵入し感染する。その一部は糞便中にシストを排泄する。赤痢アメーバのシストは、土壌中では最長1か月、爪で最長45分間生存することができ、腸粘膜に侵入すると、血性下痢を引き起こす。

### 感染経路

赤痢アメーバのライフサイクル

アメーバ赤痢は通常、糞口感染であるが、汚れた手や物との接触、肛門と口の接触などによって間接的に感染することもある。感染は、糞便中に存在する半休眠状態の丈夫な嚢胞状の寄生虫（シスト）を摂取することで広がる。嚢胞化していないアメーバ、すなわち栄養体は、体外に排出されるとすぐに死滅する。栄養体が便中に存在することもあるが、新たな感染源となることは稀である。
アメーバ赤痢は汚染された食品や水を介して感染するため、中南米、南アジア、西アフリカおよび南アフリカなど、近代的な衛生システムが限られている地域では、しばしば風土病となっている。アメーバ赤痢は旅行者下痢症の一種で、流行地域に1か月未満滞在する旅行者よりも、6か月以上滞在する長期旅行者に多く見られる。

### 発症機序

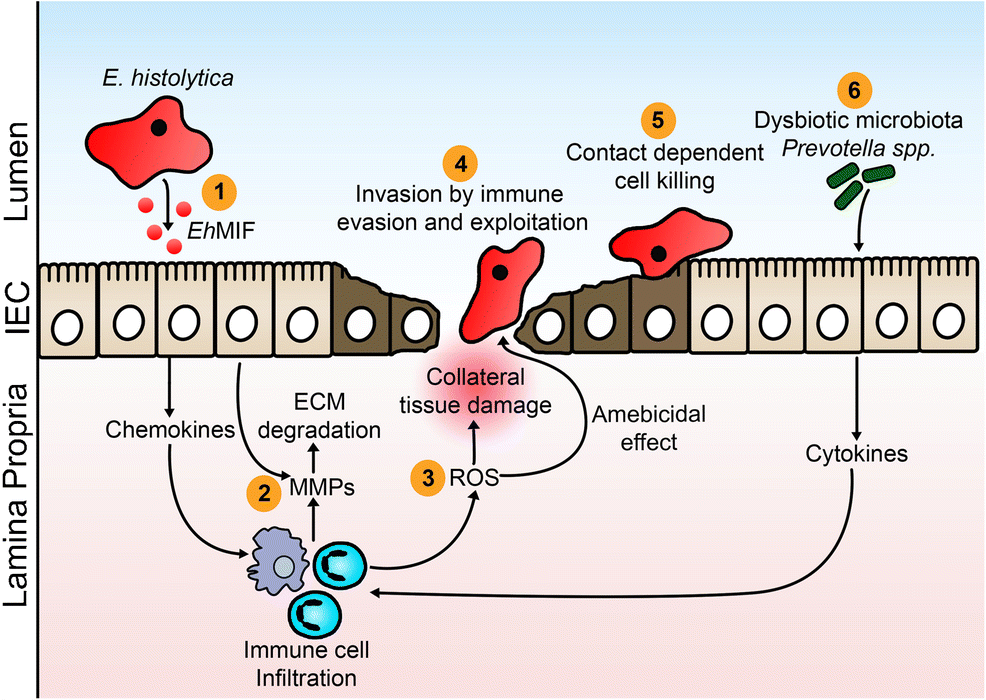
赤痢アメーバによる組織損傷は、宿主細胞の死、炎症、寄生虫の侵入という3つの主要な過程を経て起こる。略語：EhMIF（赤痢アメーバマクロファージ遊走阻止因子）、MMP（マトリックスメタロプロテアーゼ）

赤痢アメーバは、宿主細胞の直接的な殺傷、炎症、寄生虫の侵入という3つの主要な過程によって組織損傷を引き起こす。赤痢アメーバ症の病因には、赤痢アメーバが分泌するLPPG、レクチン、システインプロテアーゼ、アメーバポアなどの様々な分子の相互作用が関与している。レクチンは、寄生虫が侵入する際に宿主の粘膜層に付着するのに役立つ。アメーバポアは、結腸環境に存在する摂取された細菌を破壊する。システインプロテアーゼは宿主組織を溶解する。PATMK、ミオシン、Gタンパク質、C2PK、CaBP3、EhAK1などの他の分子も、貪食過程において重要な役割を果たす。

## 診断
診断は、顕微鏡を使用した便検査によって行われるが、赤痢アメーバと他の無害なアメーバ種を区別することが困難な場合がある。海外では、糞便抗原検査や血清抗体検査の組み合わせによる診断が一般的である。

## 予防
赤痢アメーバ症の予防は、食品や水の汚染を防ぐなど、衛生状態の改善によって行われ、ワクチンは存在しない。

## 治療
赤痢アメーバ感染症は腸管内と（有症状者では）腸管や肝臓の組織の両方で発生する。有症状者は、アメーバを死滅させる薬（en:Amebicide#Tissue amebicides、メトロニダゾールなど）とシストを死滅させる薬（en:Amebicide#Luminal amebicides、パロモマイシンなど）の2種類の薬剤による治療が必要である 。無症状者には前者のみが必要である。
栄養体に対する第1選択薬は、メトロニダゾールで、腸炎や肝膿瘍でもメトロニダゾールが非常に有効である。チニダゾールは、代替薬として用いられる。その後、シスト除去のため、パロモマイシンの投与が推奨される。

## 疫学
アメーバ赤痢は世界中に存在しているが、症例のほとんどは発展途上国で発生している。アメーバ症は、熱帯で頻度が高いが、これは衛生状態が悪いことと、寄生虫のシストが温暖で湿潤な環境でより長く生存するためである。
世界中で推定5億人がアメーバに感染しており、その大半は病原性の無いE.disparに感染しているが、約1割のおよそ5000万人は赤痢アメーバに感染していると推定されている。侵襲性赤痢アメーバ感染症による死亡率は年間10万人と推定されている。
日本においては、全数把握疾患として、患者は全例報告されている。発症数は2000年以降増加傾向が続いた後、2016年の1,152件報告されて以降は減少している。2022年では年間533件が報告されていて、そのうち52人が女性で全体の1割程度を占めている。

## 歴史
アメーバ赤痢の最初の症例は、ロシアのサンクトペテルブルクで1875年に記録された。1891年にこの疾患が詳細に記述され、アメーバ赤痢およびアメーバ肝膿瘍という用語が生まれた。1913年のフィリピンで、志願者が赤痢アメーバの嚢子を飲み込んだところこの疾患を発症したことが判明した。

## 文化
ダイアナ・ガバルドンの小説『雪と灰の息吹』では、アメーバ赤痢の流行が描かれている。

## 他の動物
サル、ネズミ、ブタ、ネコ、イヌなどで生じる。一般に無症状だが、イヌでは稀に激しい下痢を起こす。